# Cha Min-kyu
Cha Min-kyu (n. 16 martie 1993, Anyang, Coreea de Sud) este un patinator de viteză ce a reprezentat Coreea de Sud, medaliat olimpic. A participat la o ediție a Jocurilor Olimpice (2022) în care a câștigat o medalie de argint.